# 長谷川映太郎
長谷川 映太郎（はせがわ えいたろう、1911年3月8日 - 1995年1月23日）は、日本の実業家、編集者である。鎌倉書房の創業社長であり、同社会長、ドレスメーカー女学院理事長、日本雑誌協会常務理事、日本出版クラブ評議員、鎌倉ばら会名誉幹事を歴任した。洋裁雑誌『ドレスメーキング』、婦人雑誌『マダム』の編集・発行人として知られる。

## 人物・来歴
1911年（明治44年）3月8日に生まれる。同志社に学ぶ。
1941年（昭和16年）9月15日、現在の東京都千代田区神田多町に「株式会社鎌倉書房」を創立する。第二次世界大戦終結後の1948年（昭和23年）7月31日、杉野芳子の寄付により発足した「財団法人杉野学園」（現在の学校法人杉野学園）の理事に就任する。1949年（昭和24年）5月1日、鎌倉書房から雑誌『ドレスメーキング』を創刊、発行人となる。
1953年（昭和28年）11月、鎌倉書房本社を新宿区市谷左内町に移転した。同年、自宅のある鎌倉市稲村ガ崎で、発起人として「鎌倉パラの会」（現在の「鎌倉ばら会」）設立に参加、10人の世話人に名を連ねる。1961年（昭和36年）11月、第17回秋季バラ展示会にあたって、「鎌倉パラの会」独自のティー・スプーンをデザインし、現在に至るまで同会で使用している。1964年（昭和39年）6月、最後発の婦人雑誌として『マダム』を創刊、発行人となる。
1993年（平成5年）5月、同月発売した通巻565号をもって雑誌『ドレスメーキング』を休刊する。
1995年（平成7年）1月23日、死去した。満83歳没。同時期、鎌倉書房は破産・解散、同社の出版物である『マダム』等の雑誌もすべて休刊している。

## ビブリオグラフィ
国立国会図書館蔵書を中心とした単著・編著の一覧である。
編著
- 『牧野植物混混録 牧野富太郎個人雑誌 1号』、牧野富太郎、鎌倉書房、1946年5月
- 『牧野植物混混録 牧野富太郎個人雑誌 2号』、牧野富太郎、鎌倉書房、1947年1月
- 『牧野植物混混録 牧野富太郎個人雑誌 3号』、牧野富太郎、鎌倉書房、1947年3月
- 『牧野植物混混録 牧野富太郎個人雑誌 4号』、牧野富太郎、鎌倉書房、1947年5月
- 『牧野植物混混録 牧野富太郎個人雑誌 5号』、牧野富太郎、鎌倉書房、1947年9月
- 『牧野植物混混録 牧野富太郎個人雑誌 6号』、牧野富太郎、鎌倉書房、1948年2月
- 『牧野植物混混録 牧野富太郎個人雑誌 7号』、牧野富太郎、鎌倉書房、1948年6月
- 『牧野植物混混録 牧野富太郎個人雑誌 8号』、牧野富太郎、鎌倉書房、1948年9月
- 『牧野植物混混録 牧野富太郎個人雑誌 9号』、牧野富太郎、鎌倉書房、1948年12月
- 『牧野植物混混録 牧野富太郎個人雑誌 10号』、牧野富太郎、鎌倉書房、1949年3月

著書
- 『かわいい子ども服 '71-72』、鎌倉書房、1971年